# Кеннет Фунакоші
Кеннет Йошінобу Фунакоші (англ. Kenneth Yoshinobu Funakoshi; 4 вересня 1938, Гонолулу, Гаваї — 3 липня 2024) — американський майстер шотокан карате, засновник і головний інструктор Funakoshi Shotokan Karate Association (FSKA), четвероюрідний брат Гічіна Фунакоші, засновника сучасного шотокан карате.

## Біографія

### Ранні роки та освіта
Кеннет Фунакоші народився 4 вересня 1938 року в Гонолулу на острові Оаху, коли Гаваї ще були територією США. У дитинстві він займався плаванням і футбольною командою середньої школи Farrington High School у районі Каліхі; був капітаном чемпіонської команди території Гаваїв з плавання.

### Перші кроки в бойових мистецтвах
У 1948 році Фунакоші розпочав заняття дзюдо під керівництвом сенсея Аракакі в Японській мовній школі Fort Gakuen у Гонолулу. Під час навчання в Університеті Гаваїв (1956—1959) за спортивною стипендією з плавання він додатково вивчав кемпо під керівництвом Адріано Емперадо.

## Кар'єра в шотокані

### Тренування під егідою JKA
У 1960 році Японська асоціація карате (JKA) направила в Гонолулу свого першого чемпіона Хірокадзу Канадзаву, під керівництвом якого Фунакоші почав вивчати шотокан карате. В наступні три роки він тренувався під проводом Масатаки Морі, а з 1966 по 1969 рік — під керівництвом чемпіона Тецухіко Асаї.

### Чемпіонат Гавайської асоціації карате
З 1964 по 1968 рік Фунакоші п'ять разів поспіль ставав чемпіоном Karate Association of Hawaii. У 1969 році, після десяти років напруженого тренування й численних перемог, він був призначений головним інструктором цієї асоціації.

### Заснування FSKA
У грудні 1986 року Фунакоші переїхав до Сан-Хосе (Каліфорнія), щоб поширювати шотокан карате в американському мейнленді. У 1987 році він заснував неполітичну Funakoshi Shotokan Karate Association зі штаб-квартирою в Мілпітасі, КА, яка з часом розрослася до мережі філій у США, Європі, Латинській Америці, Африці та Азії. FSKA була офіційно інкорпорована в 2003 році в штаті Каліфорнія.

## Внесок і стиль
Фунакоші вважав, що головна мета карате — це не перемога над суперником, а удосконалення характеру учасника. Він активно поширював Додзьо Кун (п'ять максим шотокану) у всіх додзьо FSKA і наголошував на дотриманні «Двадцяти принципів карате».

## Нагороди та визнання
- 1978 — «Інструктор року» за версією журналу Black Belt[16].
- 2009 — підвищив перших учнів до 8-го дана на вимогу організації[17].
- Почесний 10-й дан FSKA, найвищий ступінь у системі асоціації[18].

## Смерть
Кеннет Фунакоші помер 3 липня 2024 року, залишивши по собі багату спадщину учнів, додзьо та публікацій, що досі впливають на розвиток шотокан карате у світі.